# Isserteaux
Isserteaux is een gemeente in het Franse departement Puy-de-Dôme (regio Auvergne-Rhône-Alpes) en telt 327 inwoners (1999). De plaats maakt deel uit van het arrondissement Clermont-Ferrand.

## Geografie
De oppervlakte van Isserteaux bedraagt 17,8 km², de bevolkingsdichtheid is 18,4 inwoners per km².
De onderstaande kaart toont de ligging van Isserteaux met de belangrijkste infrastructuur en aangrenzende gemeenten.

## Demografie
Onderstaande figuur toont het verloop van het inwonertal (bron: INSEE-tellingen).